# Eulasiopalpus tatei
Eulasiopalpus tatei là một loài ruồi trong họ Tachinidae.